# Tiriolo
Tiriolo è un comune italiano di 3 458 abitanti della provincia di Catanzaro in Calabria.

## Geografia fisica

### Territorio
Centro agricolo e commerciale della Sila piccola, situato a nord dell'istmo di Catanzaro, sopra un poggio che segna il displuvio tra la valle del fiume Amato sul versante tirrenico e quella del fiume Corace sul versante ionico.
La parte nord-orientale dell'abitato si addossa alle pareti rocciose di uno spuntone calcareo.

## Storia
Si stima che Tiriolo fu fondata dai greci circa 600 anni prima della guerra contro Troia: Tryoros deriva il suo nome dai tre monti che lo circondano. È possibile che venne fondato in questo punto per la sua posizione grandemente strategica. Leggende locali raccontano anche che qui si sia fermato Ulisse e che il suo territorio sia la terra dei Feaci descritta nell'Odissea. La popolazione originaria era composta da greci, fino a quando il sito, intorno al 500 a.C., venne conquistato dalla popolazione di stirpe indoeuropea detti Brettii o Bruzi e perse i contatti con la madre-patria, la Grecia.
Sul territorio comunale sono stati ritrovati diversi resti risalenti al Neolitico, all'età del ferro e di epoche successive. Durante la rivolta di Spartaco fu teatro della ribellione e vide i due eserciti contrapposti: dalla sponda nord, sulle pendici che da Tiriolo digradano verso Marcellinara erano schierate le legioni di Crasso, sull'altro contrafforte erano arroccati i ribelli di Spartaco, che per impedire l'avanzata dei legionari avevano scavato, proprio nell'attuale stretto di Marcellinara, una trincea allagata che metteva in comunicazione i due mari.
A Tiriolo fu rinvenuta nel 1640 una tavoletta di bronzo recante il testo del Senatus consultum de Bacchanalibus del 186 a.C. riguardante il divieto di tenere baccanali. Antica baronia dei de Reggio il borgo, possesso dei Ruffo dal 1252 fino al 1445, fu del regio demanio fino al 1481, dei Carafa fino al 1610 e dei Cigala fino all'abolizione del feudalesimo (1806).

## Monumenti e luoghi d'interesse
Nel Corso Garibaldi si distinguono alcuni palazzetti qualificati da eleganti portali e finestre. L'antica rocca è dominata dai ruderi del castello intorno al quale crebbe il centro storico caratterizzato da alcuni palazzi cinquecenteschi. Dalla sommità della rocca e da tutto il centro storico si può ammirare uno dei più ricchi panorami: verso sud est Catanzaro e le spiagge ioniche, a sud le Serre, Pizzo Calabro e la costa fino alle coste della Sicilia settentrionale, abbracciando il mar Tirreno con le isole Eolie, con Stromboli in evidenza con il suo pennacchio, mentre a nord si possono ammirare le pinete della Sila Piccola.
Nel territorio comunale di Tiriolo, al confine con il territorio di Settingiano, sono visibili i ruderi di Rocca Falluca, un antico borgo medievale, fondato alla metà dell'XI secolo attorno a un castello normanno e abbandonato alla fine del XVI secolo, patria dell'umanista Agazio Guidacerio (1477-1542).

### Evoluzione demografica
Abitanti censiti

## Cultura

### Eventi
- 4-5 agosto: Festa Maria Santissima della Neve
- Mese di agosto: Bacchanalia
- Mese di agosto: Sagra del pollo alla Diavola
- 7-8 settembre: Festa Maria SS. Scala Coeli

Festa Maria Santissima della Neve
Incerta è la data in cui a Tiriolo inizia la venerazione della Madonna della Neve. Non esistono elementi certi. Esiste, tuttavia, nella Chiesa Matrice Collegiata, di stile basilicale a tre navate, dell'XI secolo, una piccola campana che porta la data del 1338. A testimonianza di un culto molto antico.
Due sono le statue dedicate alla Madonna della Neve. Una molto solenne, bella ed altamente regale, scolpita nel 1744 su incarico dell'allora arciprete Tommaso Torchia. Un'altra, scolpita probabilmente qualche tempo prima, frantumata da un fulmine.
La Madonna della Neve a Tiriolo è stata insignita del titolo di 'Regina di Tiriolo' il 5 agosto del 1953, per concessione "suo nomine et auctoritate" di Papa Pio XII, nel corso di una solenne cerimonia voluta dalla intera comunità mentre era Arciprete Don Domenico Maria Gervasi e il Sindaco l'Avv. Antonio Caiola, al termine di un novenario tenuto dai Padri di S. Ignazio di Loyola e da intellettuali, da magistrati e politici.
La solenne cerimonia, durante la quale il Sindaco e il Parroco hanno letto la Bolla Pontificia rispettivamente in lingua italiana e in latino, si è tenuta in Piazza Italia, alla presenza dei Vescovi di tutta la Calabria ed è stata presieduta dell'allora Metropolita della Calabria, Mons. Giovanni Ferro, Arcivescovo di Reggio Calabria.
La popolazione di Tiriolo, confermando la sua fede secolare, ha voluto ricordare l'evento, anche con l'offerta di monili, offrendo due artistiche corone che sono state deposte sul capo della Madonna e del Bambino da Mons. Eugenio Giambro, Vescovo dell'allora Diocesi di Nicastro.
Festa Maria SS. Scala Coeli
La storia di Tiriolo registra la presenza di numerose chiese a testimonianza di una fede cristiana abbastanza sentita dalla popolazione che ha trovato in essa il conforto e il sostegno nei momenti di sventure.
Al momento sono aperte al culto la Chiesa di S.Maria delle Grazie e la Chiesa Madre, dedicata alla Madonna della Neve, patrona della città, i cui festeggiamenti si tengono il 4 e 5 agosto, nel ricordo anche dell'abbondante e miracolosa nevicata avvenuta nel lontano 352, a Roma, sul Colle Esquilino. Tra le chiese non possiamo non ricordare quella della Madonna Bambina, subpatrona della città, venerata a Tiriolo con il titolo di Madonna della Scala Coeli.
Questa chiesa rappresenta ormai una delle ultime testimonianze calabresi dell'architettura basiliana rimaste in Calabria e sopravvissute alla naturale distruzione del tempo e degli eventi. Costruita dalle religiose dell'ordine di San Basilio intorno al IV secolo fu abbazia rinomata e fiorente di vita spirituale. Nel periodo di massimo splendore possedeva numerosi beni terrieri, ceduti successivamente in enfiteusi.
Nel 1610, quando il feudo di Tiriolo fu venduto dai Carafa a Carlo Cigala-Doria della nobile famiglia messinese, originaria di Genova, divenne cappella privata dei principi Cigala che la tennero fino alla fine della feudalità. Più volte rimaneggiata, oggi rappresenta uno dei più antichi monumenti sacri della Calabria e di Tiriolo che, secondo alcuni era sede di una delle prime diocesi della Calabria, prima ancora di Nicastro e di Catanzaro.
Dal 1970 la chiesa, per la precarietà delle strutture architettoniche, è stata chiusa al culto. Un pregevole Crocifisso in legno, lì venerato, è al momento custodito nella Chiesa di Maria SS delle Grazie.
Del Crocifisso in legno, in stile barocco, presumibilmente di scuola napoletana il Professore Alberto Badolato ha detto: "Esprime un intenso pathos per la grande cura dei particolari anatomici che evidenziano una forte sofferenza attraverso il movimento degli arti oltre che per l'espressione del volto. Le condizioni di conservazione sono abbastanza buone. Quando è stato spostato dalla Chiesa Scala Coeli a quella di Maria SS delle Grazie, dove è esposto, è stato riportato al suo primitivo splendore da un giovane locale restauratore, Tommaso Leone, il quale ha fatto un'opera di restauro decoroso e rispettoso dello stato primitivo. Era fissato al muro sul lato sinistro della chiesa, i chiodi erano incastonati direttamente al muro e l'opera di rimozione è stata difficoltosa.
Banda musicale
Nel 1948 il compositore e direttore di banda Salvatore Caroleo unisce la Banda Musicale di Tiriolo con quella di Gagliano, dando vita così ad un unico complesso musicale denominato Gran Concerto Cooperativo Bandistico Gagliano-Tiriolo. L'unione tra i due complessi durò fino al 1952.

## Infrastrutture e trasporti
Il comune è interessato dalle seguenti direttrici stradali:

## Economia
È un centro dove esistono ancora alcune botteghe d'arte che producono lavori a telaio e a tombolo: i vancali, scialli tradizionali, e tessuti in lana e seta. In alcune botteghe sopravvive ancora oggi la tradizione legata alla lavorazione della ginestra.
Oltre alla tessitura, Tiriolo vanta la produzione artigianale di strumenti musicali tradizionali come la lira calabrese, la fidula rinascimentale, flauti e chitarra battente. Numerosi artigiani, le cui botteghe sono disseminate per il borgo, si dedicano alla creazione di sculture sacre e profane, maschere apotropaiche, oggetti in legno di ulivo, manufatti in terracotta e ceramica.
L'agricoltura dà grano, mais, frutta, olive e uva che vengono lavorati in loco da frantoi e impianti di vinificazione.
L'industria è attiva nel settore dell'arredamento, della lavorazione dell'olio, dei dolciumi.